# Моцкобили, Тунтула Хусаиновна
Тунтула Хусаиновна Моцкобили (1926 год, село Хуцубани, АССР Аджаристан, ССР Грузия — 1997 год, село Хуцубани, Кобулетский муниципалитет, Грузия) — колхозница колхоза имени Сталина Хуцубанского сельсовета Кобулетского района, Грузинская ССР. Герой Социалистического Труда (1949).

## Биография
Родилась в 1926 году в крестьянской семье в селе Хуцубани. После окончания местной неполной средней школы трудилась с 1941 года на чайной плантации колхоза имени Сталина Кобулетского района. Была воспитанницей Айши Кезетовны Джиджавадза.
В 1948 году собрала 6272 кг сортового зелёного чайного листа на участке площадью 0,5 га. Указом Президиума Верховного Совета СССР от 29 августа 1949 года удостоена звания Героя Социалистического Труда за «получение высоких урожаев сортового зелёного чайного листа и цитрусовых плодов в 1948 году» с вручением ордена Ленина и золотой медали «Серп и Молот» (№ 4662).
Этим же Указом званием Героя Социалистического Труда были также награждены труженицы колхоза имени Сталина Кобулетского района колхозницы Фериде Сулеймановна Давитадзе, Аиша Мемедовна Джиджавадзе, Гули Хусаиновна Джиджавадзе, Хурие Ахмедовна Бабуладзе, Фадиме Хасановна Катамадзе и Гули Алиевна Шакаришвили.
Проживала в родном селе Хуцубани. Умерла в 1997 году.
Награды
- Герой Социалистического Труда
- Орден Ленина
- Медаль «За трудовую доблесть» (19.07.1950)